# Västergötlands runinskrifter 169
Västergötlands runinskrifter 169 är en vikingatida runsten i Svedjorna, Södra Vings socken och Ulricehamns kommun. Runstenen är rest på krönet av en stensättning, i norra delen av ett gravfält. Stenen är 3,35 meter hög, 1,3 meter bred och 0,3 meter tjock. Runhöjden är 15-20 centimeter. Stenen är av grovkornig granit. Stenen påträffades 1812 och restaurerades samt restes på platsen, som är stenens ursprungliga, 1936. Ristningen är ovanligt djupt och tydligt huggen. Möjligen är ristaren samma som ristat Vg 168.

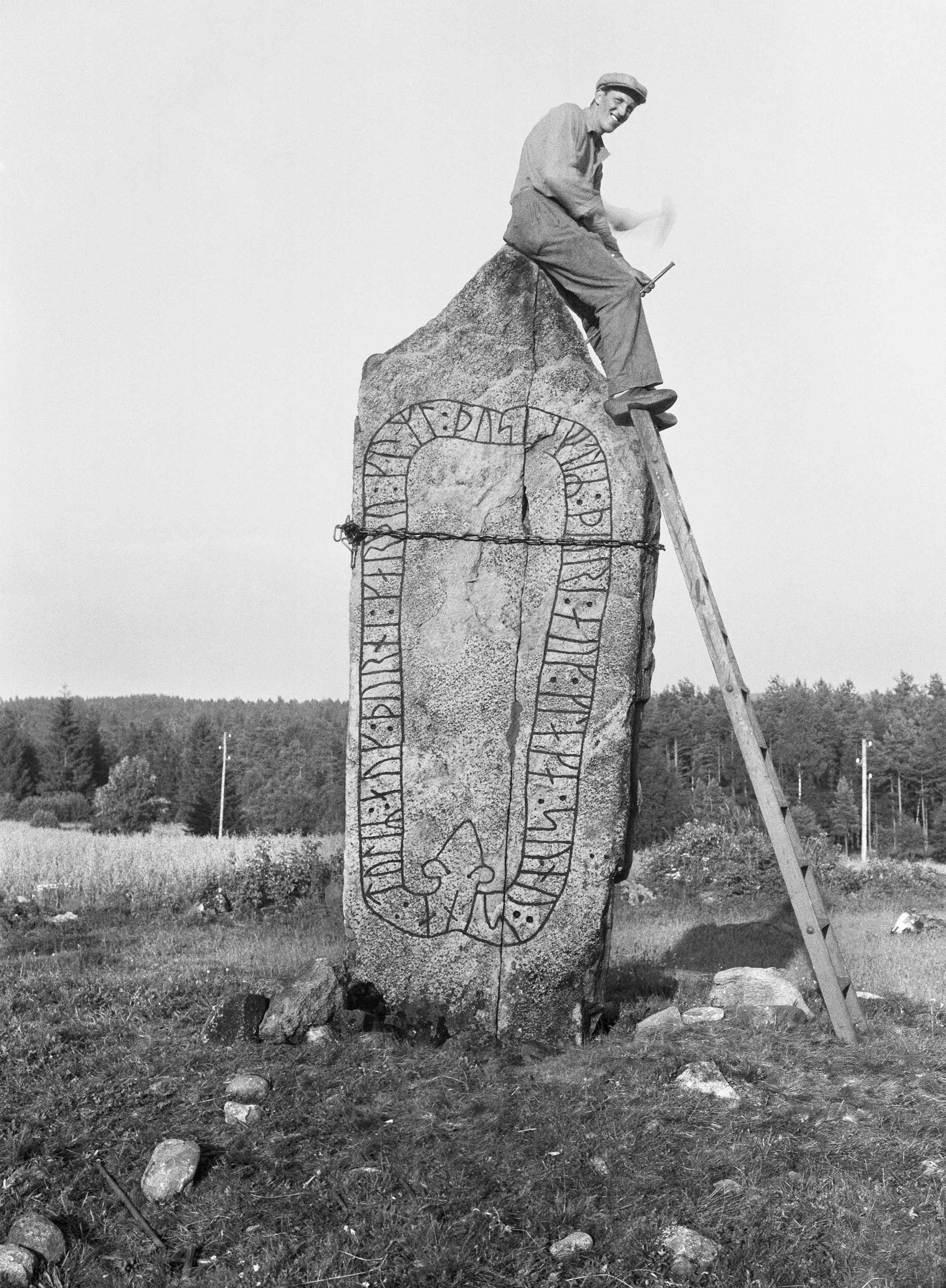
Vg 169 under restaurereringen 1936.

## Inskriften
Translitterering av runraden:
tuliʀ : auk : þurni : karþu : kuml : þus(i) : iftiʀ : þuri : auk : klaka : sunu : sina :
Normalisering till runsvenska:
Toliʀ ok Þorny gærðu kumbl þausi æftiʀ Þori ok Klakka(?)/Glægga(?), sunu sina.
Översättning till nusvenska:
Tolir och Torny gjorde detta minnesmärke efter Tore och Klacke(?)/Glägge(?), sina söner.